# Hospital de Emergencias Enfermera Isabel Zendal
El Hospital de Emergencias Enfermera Isabel Zendal es un centro sanitario monográfico  especializado en emergencias, construido con motivo de la pandemia de COVID-19 y situado en el desarrollo urbanístico de Valdebebas, barrio de Timón, en Madrid (España).
El Hospital Enfermera Isabel Zendal es el primero de emergencias con uso permanente de estas dimensiones, que tiene como objetivo descongestionar el resto de centros de la región en epidemias y otras emergencias. En sus tres pabellones se pueden instalar distintos módulos, en función del tipo de emergencia que se tenga que atender.

## Historia

#### Construcción y pandemia de COVID-19
Madrid se convirtió en una de las comunidades más afectadas durante la primera ola de la pandemia de COVID-19, los primeros meses del 2020. La situación obligó al gobierno regional a levantar un hospital provisional en las instalaciones del IFEMA. El centro contó con 5500 camas para atender a pacientes leves de coronavirus. El hospital de campaña fue el antecente directo del futuro hospital de pandemias. A pesar de la atención a pacientes en el IFEMA, el 29 de marzo, la Comunidad de Madrid y el ejército de Tierra levantaron un hospital de campaña en el Hospital Gregorio Marañón, tras superar este su capacidad de atención.

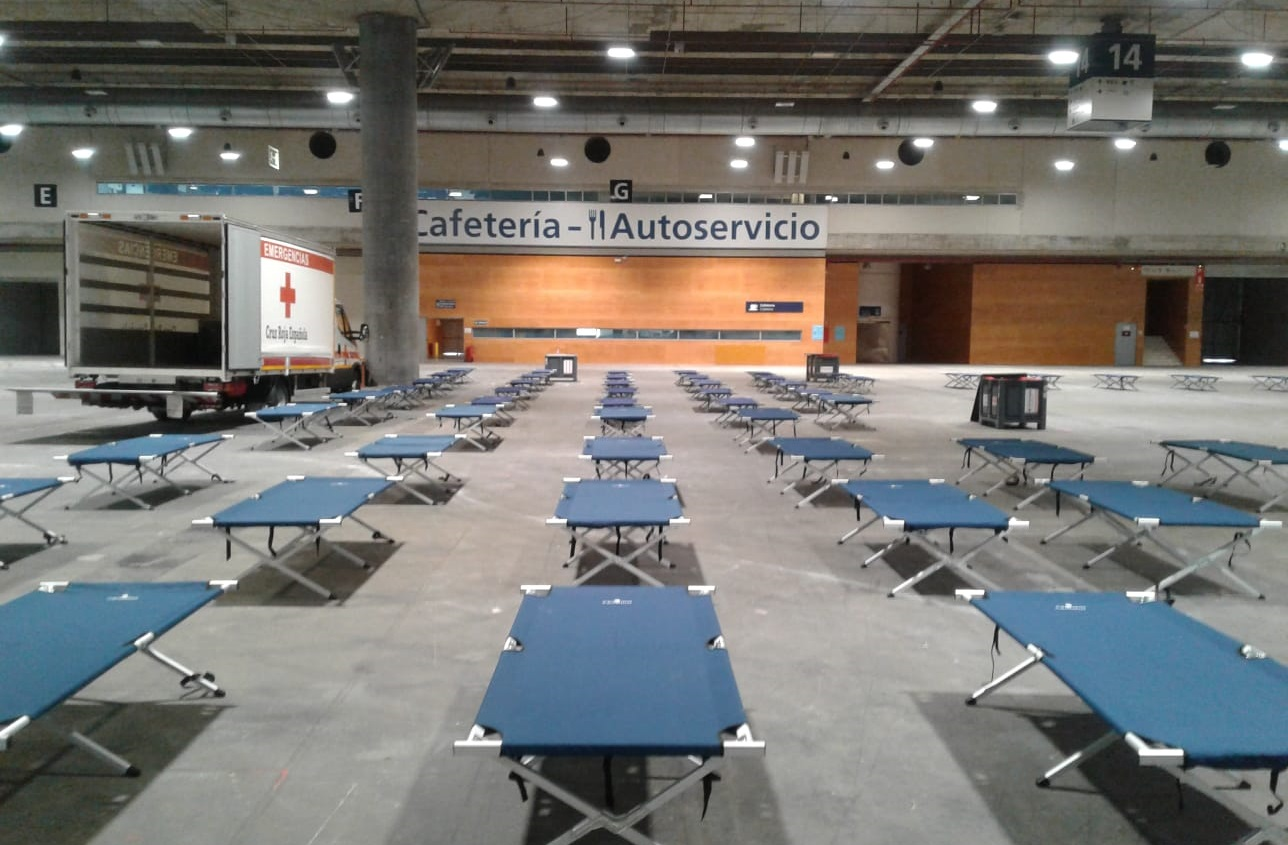
Montaje del hospital provisional IFEMA en 2020

El 1 de mayo, después de superarse los picos de contagios de la primera ola, el hospital IFEMA cerró de forma provisional manteniendo algunas unidades activas de forma preventiva. En total, 4000 pacientes de COVID-19 recibieron atención médica en los pabellones.
El 10 de mayo de 2020, la presidenta madrileña Isabel Díaz Ayuso anunció la construcción de un centro hospitalario especializado en pandemias. En ese momento, aunque el proyecto no estaba aprobado, el gobierno ya esperaba inaugurar el centro sobre el mes de noviembre. Según fuentes de la comunidad, el proyecto se planteó como un centro hospitalario que estuviese «preparado para activar[se] en cualquier momento que se necesite muy rápido».
El 27 de mayo, Enrique Ruiz Escudero, consejero de sanidad, intervino en la Asamblea de Madrid y anunció de forma oficial los planes de construir un hospital especializado. Declaró que la región buscaría estar «más preparada para ofrecer una respuesta asistencial adecuada» ante un posible rebrote del coronavirus.
El 8 de junio de 2020, la presidenta de la Comunidad de Madrid, Isabel Díaz Ayuso anunció que el nuevo hospital estaría ubicado en el barrio de Valdebebas y que su objetivo sería tratar enfermedades infecciosas con el objetivo de reducir la carga sobre otros centros hospitalarios. Las obras se iniciaron de inmediato y el 17 de julio, se bautizó el proyecto con el nombre de Enfermera Isabel Zendal, en homenaje a la enfermera que acompañó a la Expedición Balmis, Isabel Zendal.

#### Inicio de actividades
El hospital fue inaugurado el 1 de diciembre de 2020 por la presidenta de la Comunidad de Madrid, Isabel Díaz Ayuso.  Inicialmente se abrió el primer pabellón, mientras otros dos serían abiertos en las siguientes semanas para afrontar el aumento de casos de COVID-19 en la Comunidad de Madrid. Durante la inauguración, la prensa informó de la presencia de una veintena de manifestantes convocados por los sindicatos AME y MATS, que ya habían mostrado oposición a la construcción del nuevo centro hospitalario, denunciando los traslados forzados del personal sanitario y los sobrecostes del proyecto.
Durante el mes de diciembre, el hospital comenzó a recibir a sus primeros pacientes derivados de otros centros hospitalarios para cumplir con el objetivo de reducir la presión en el sistema sanitario público. Los primeros traslados se hicieron siguiendo un protocolo especial, ya que el Hospital de Emergencias aún no se encontraba completamente operativo. Los pacientes debían ser mayores de 18 años, pedir el traslado voluntariamente y debían ser capaces de tener autonomía para ir al baño o asearse.
La primera semana del 2021, el hospital se convirtió en el centro sanitario con más pacientes COVID-19 de toda la Comunidad de Madrid. El 31 de enero, la Comunidad de Madrid llegó a un acuerdo con el hotel AC Marriot Madrid Feria, que puso a disposición 150 habitaciones aisladas para dar alojamiento al personal del centro hospitalario. La Consejería de Transportes, Movilidad e Infraestructuras estableció un servicio de autobús lanzadera para trasladar a los sanitarios desde el Hospital de Emergencias hasta el hotel.

#### Vacunación masiva
Desde el 23 de febrero de 2021 las instalaciones también funcionaron como centro de vacunación contra la COVID-19, de forma similar a otros centros sanitarios de la región. Se citaron en el Hospital a colectivos como cuerpos de seguridad del estado, profesores y mayores de 80 años, entre otros.

#### Uso posterior a la pandemia
El hospital disminuyó su actividad después de la pandemia de COVID-19. De 9091 pacientes ingresados a lo largo de 2021, se pasó a 1163 y 489 en 2022 y 2023, respectivamente. Además, los más de 1000 trabajadores que llegó a tener en 2021 se redujeron a unos 40 en 2023.

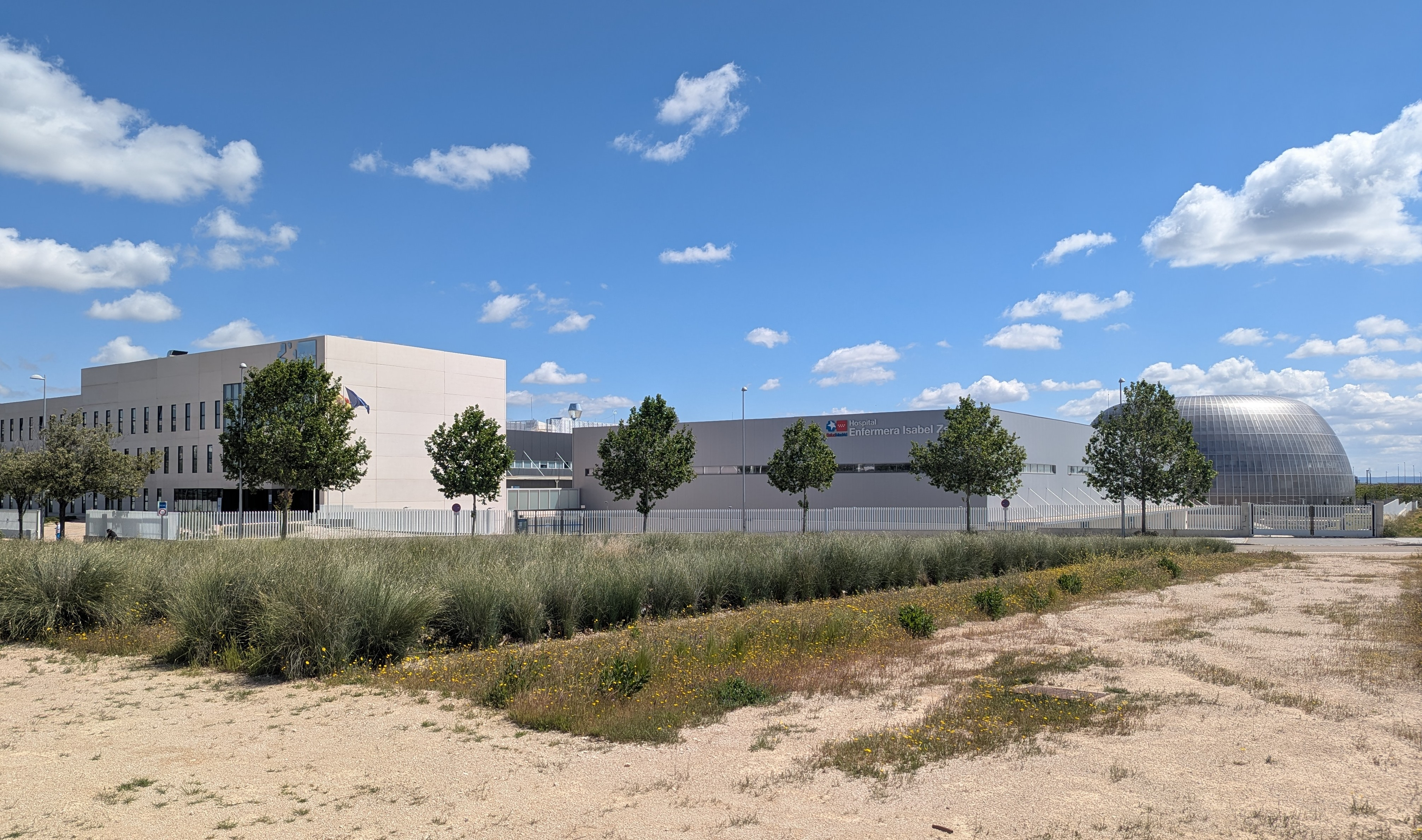
El hospital en 2025

En septiembre de 2023, se anunció que el centro sanitario se utilizaría provisionalmente como centro de día para pacientes de esclerosis lateral amiotrófica hasta que finalizase la construcción de una unidad específica en el antiguo edificio del Hospital Puerta de Hierro.Entró en funcionamiento en abril de 2024, con una superficie de 1400 metros cuadrados.
A lo largo de 2025, abrirá en el complejo sanitario un nuevo centro de neurorrehabilitación funcional integral, que a su vez dará paso durante el año 2026 al futuro Instituto Experimental de Neurotecnología de Salud del Cerebro.

## Usos
Aunque se construyó y diseñó para hacer frente a la pandemia causada por el COVID-19, el centro puede adaptar sus instalaciones a usos posteriores distintos a la pandemia de COVID-19.
Está configurado en módulos que se distribuirán en varios edificios y tendrán capacidad de adaptarse a las necesidades derivadas de diversas emergencias que se puedan presentar. El Centro Logístico cuenta con casi 8000 metros cuadrados y funciona como almacén central del Servicio Madrileño de Salud. Este espacio alcanza los 12 metros de altura para su máximo aprovechamiento mediante robotización. Igualmente, cuenta con un edificio de usos múltiples, de 7100 metros cuadrados que incluye un Centro de Coordinación de Urgencias del SUMMA 112 y el Centro de Coordinación de Crisis Sanitarias.[cita requerida]
Dado que está pensado como hospital para casos de epidemias, se establecen circuitos de circulación diferenciados, para evitar los contagios: por un lado los pacientes y por otro los profesionales. Existe un sistema de compuertas que controlarán el acceso de las personas a zonas de seguridad por riesgo de contagio.[cita requerida]
Además, el edificio del Instituto de Medicina Legal puede utilizarse como morgue si las circunstancias lo requieren. En esta instalación se dispone de módulos UCI con aislamiento de cristal entre pacientes, a diferencia del modelo habitual de abanico sin separación real entre pacientes. Las salas UCI además cuentan con aislamiento con presión negativa y una doble puerta automática con el objetivo de garantizar la máxima higiene entre pacientes graves.

## Dimensiones
El centro hospitalario ocupa una extensión de unos 80.000 metros cuadrados, con tres pabellones de 7400 metros cada uno, un centro logístico y un almacén central del Sermas de otros 7900 metros, un área administrativa de 5700 metros, una central de instalaciones de 1250 y una avenida peatonal de unos 2745 metros cuadrados. Tiene una capacidad de 1056 camas: 1008 de hospitalización, repartidas en 20 unidades de hospitalización de 48 camas cada una, y casi 50 de UCI, que se irán poniendo en servicio en función de las necesidades.

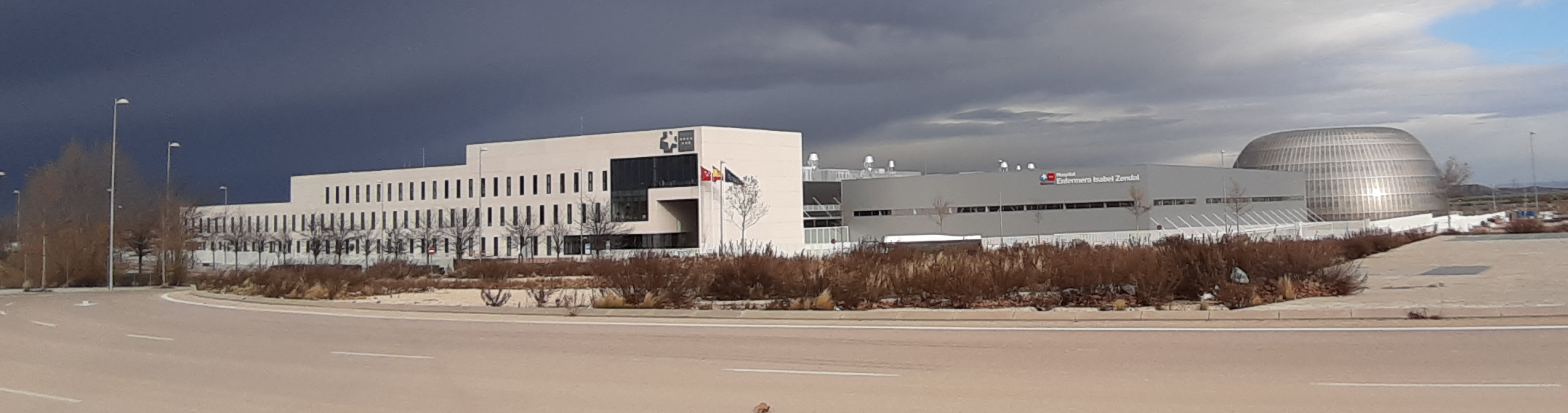
Vista general del hospital. Al fondo, a la derecha, el Instituto de Medicina Legal

## Localización
La situación del Hospital de Emergencias Enfermera Isabel Zendal viene determinada por su fácil comunicación, al estar cerca de la A-2, la M-40, la M-11, la M-12 y la R-2. También cuenta con el intercambiador de Valdebebas, a 9 minutos a pie y está a solo tres paradas de la estación de Chamartín y a una del Aeropuerto Adolfo Suárez Madrid-Barajas.
El hospital se encuentra en el barrio madrileño de Valdebebas, específicamente en la Avenida Manuel Fraga Iribarne, 2, en las proximidades del Aeropuerto Internacional Adolfo Suárez Madrid-Barajas y el complejo IFEMA. Actualmente tiene acceso a través de servicios de autobuses de la EMT e interurbanos. También es posible acceder a pie desde la estación de tren o en vehículo particular.

### Autobús

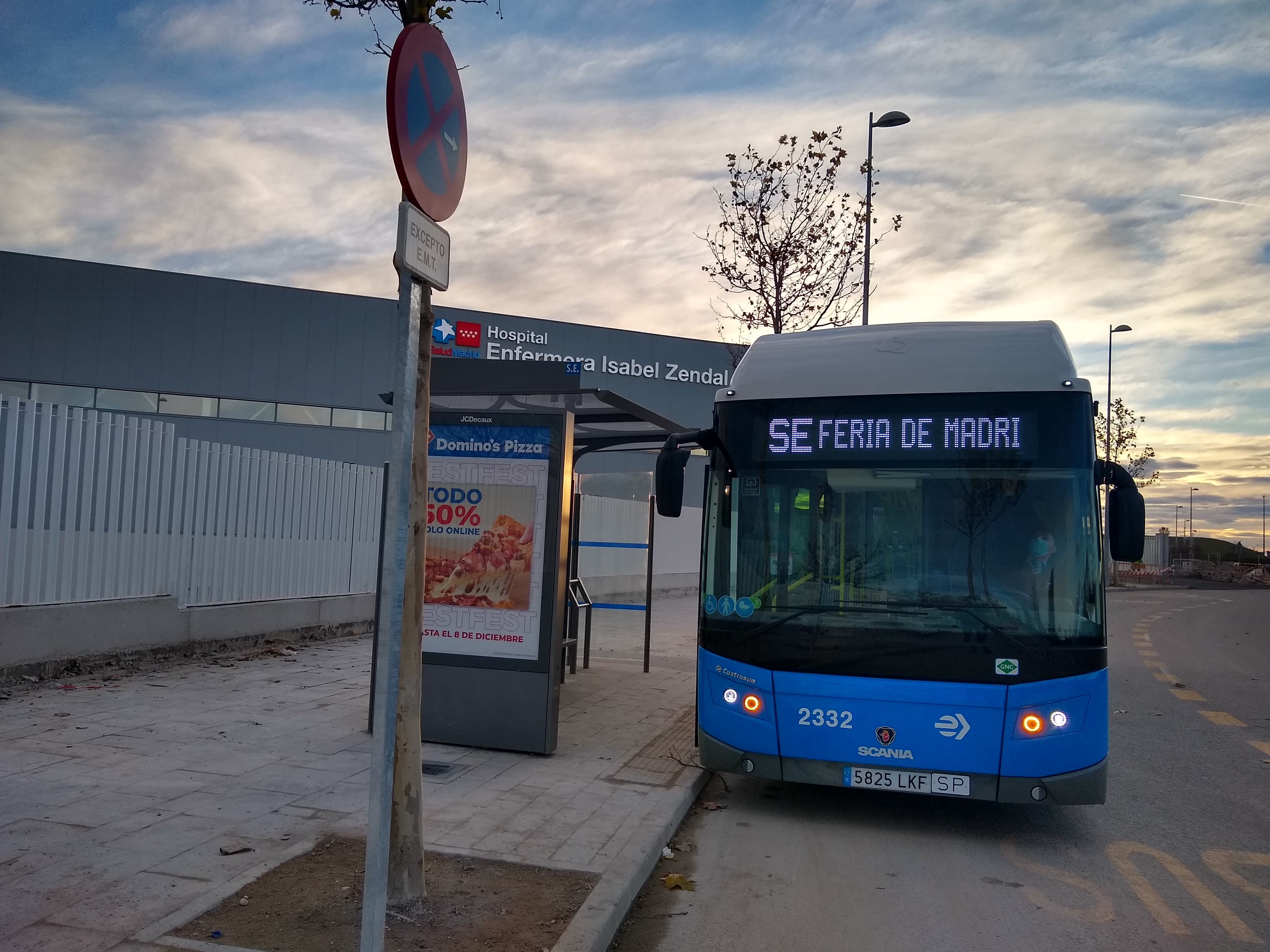
Bus del Servicio Especial en parada del Hospital de Emergencias

Actualmente prestan servicio tres líneas de autobús, dos de ellas pertenecientes a la EMT.
| Línea | Terminales                                              |
| ----- | ------------------------------------------------------- |
| SE709 | Feria de Madrid - Hospital Isabel Zendal                |
| BR1   | Valdebebas - Hospital Ramón y Cajal                     |
| 828   | Madrid (Canillejas) - Alcobendas - Universidad Autónoma |

### Renfe
También es posible acceder al Hospital Isabel Zendal a pie desde la estación de cercanías de Valdebebas (Línea C-1).

## Polémicas

#### Oposición sindical a traslado de personal
El hospital necesitará, para cubrir el primer pabellón abierto, 669 personas: 103 médicos, 247 enfermeros y 179 auxiliares de enfermería, entre otros. Actualmente, solo dispone de 116 voluntarios como personal. Ante esta situación, el personal se completará con parte de los 11 500 contratados por la pandemia, que también serán derivados desde otros centros. Esto ha generado polémica con algunos sindicatos del área sanitaria. El sindicato de enfermería SATSE, por ejemplo, calificó la inauguración del hospital en un comunicado de «acto político», subrayando la importancia de dotar al nuevo hospital con personal propio para evitar el desmantelamiento del servicio sanitario regional. En febrero de 2021, tras reducirse la presión hospitalaria, la Consejería de Sanidad anunció que los trabajadores disconformes podrían solicitar un traslado de centro siempre que «exista un profesional similar para sutituirlo».

#### Sobrecostes en la construcción
Otra polémica en torno al hospital tiene que ver con el presupuesto. Inicialmente establecido en 50 millones de euros, en la fecha de su inauguración ya doblaba el inicial hasta los 100 millones, y un mes después ascendía a 135 millones. Al cierre de 2020, las obras seguían inconclusas, por lo que se estima que el coste de construcción pudo aumentar.
Respecto a la contratación de los servicios esenciales del hospital, esta se ha venido realizando por la vía de urgencia y sin concurso público, por lo que ha sido calificada por diversos medios con el apelativo común de adjudicación «a dedo». Los contratos adjudicados son los de mantenimiento (por 1,3 millones a Ferrovial), informática (a El Corte Inglés), telefonía (a Telefónica), seguridad (a Ariete Seguridad, criticada por ser una empresa propiedad de la familia de la exconcejala del PP Silvia Cruz Martín), limpieza, lavandería, gestión de residuos, alimentación y calzado sanitario, entre otros.

#### Denuncias por presunto sabotaje
El 1 de febrero de 2021, el consejero de Sanidad de la Comunidad de Madrid, Enrique Ruiz Escudero, denunció ante la Policía determinados «sabotajes», consistentes en desperfectos en interruptores, desconexión de sistemas de ventilación, atranque de tuberías y rotura de puertas. Según Ruiz Escudero, los desperfectos, que parecen intencionados, fueron detectados por el personal de mantenimiento tres semanas antes. Debido a esto, se incrementó la vigilancia en el centro. Después de la denuncia a las autoridades pertinentes y la instalación de cámaras de videovigilancia, los sabotajes cesaron y el funcionamiento del Hospital retornó a la normalidad. La investigación policial hizo sospechar a los agentes que los saboteadores podían ser personal del propio hospital.